# Catacercus
Catacercus is een geslacht van spinnen uit de familie hangmatspinnen (Linyphiidae).

## Soorten
De volgende soorten zijn bij het geslacht ingedeeld:
- Catacercus fuegianus (Tullgren, 1901)